# Anna Strunsky

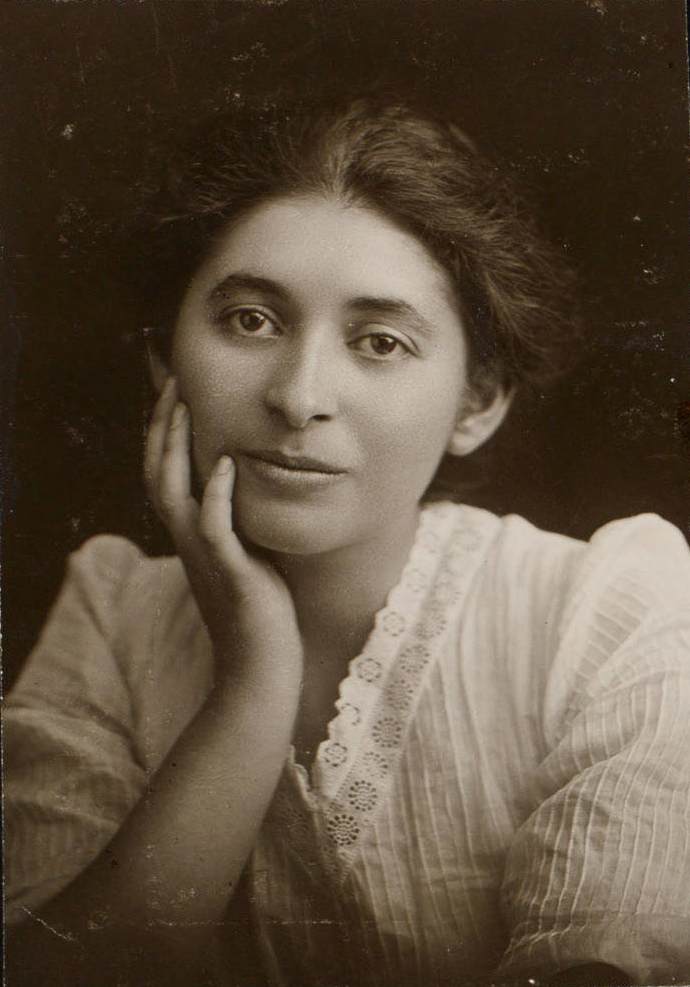
Anna Strunsky, 1911

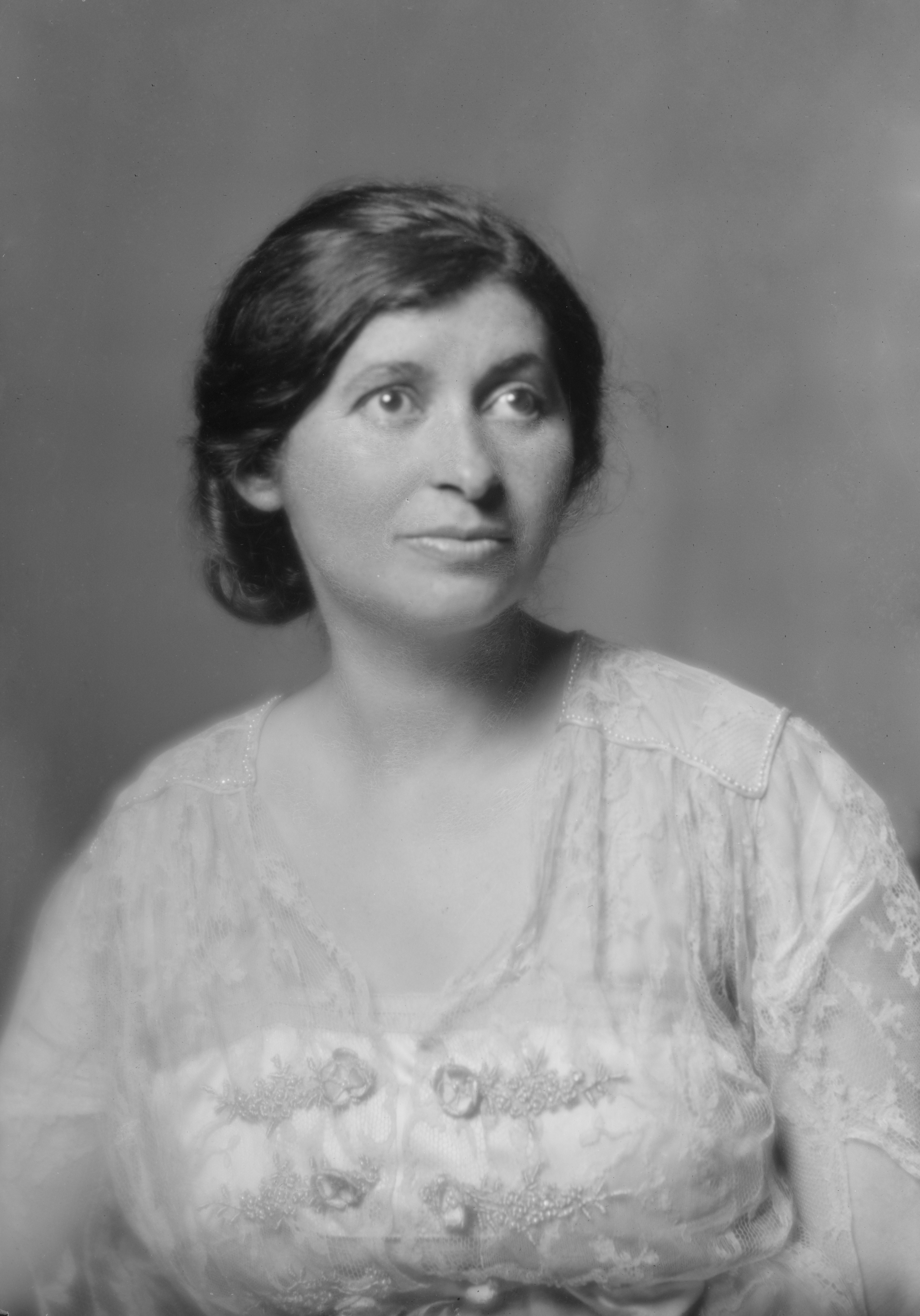
Anna Strunsky Walling, 1914

Anna Seraphina Strunsky Walling, russisch Анна Струнская (* 21. März 1877 in Babinawitschy, Russisches Kaiserreich; † 25. Februar 1964 in New York City, USA), war eine russisch-amerikanische Aktivistin und Autorin. Sie war Romanautorin und eine Verfechterin des Sozialismus im frühen 20. Jahrhundert und schrieb über soziale Probleme und die Arbeiterbewegung.

## Leben und Werk

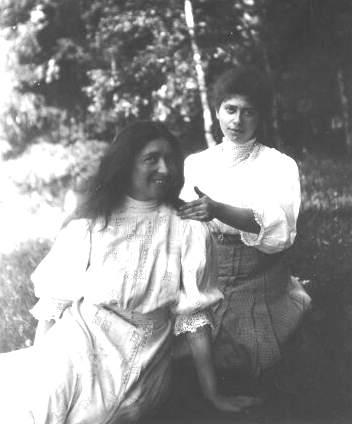
Anna Strunsky und ihre Schwester Rose Strunsky Lorwin, 1902

Strunsky war die Tochter des Geschäftsmannes Elias Strunsky und von Anna (Horowitz) Strunsky. Sie floh mit ihrer Familie 1893 aus Europa, damit ihre drei älteren Brüder nicht zum russischen Militärdienst gezwungen würden. Zunächst lebte sie mit ihrer Familie für einige Jahre in New York City und dann ab 1894 in San Francisco. 

## Sozialistin und Freundin von Jack London
Während ihres letzten Schuljahres trat Strunsky in die Socialist Labor Party of America ein. Sie studierte an der Stanford University und gehörte mit ihrer Schwester Rose zu den führenden Mitgliedern der liberalen Kreise von San Francisco. Beide schlossen sich einer radikalen sozialistischen Gruppe junger kalifornischer Schriftsteller und Künstler an, die als „The Crowd“ bekannt war und zu der Jack London, Jim Whitaker, George Sterling und andere gehörten. 
Strunsky erwarb 1900 ihren Abschluss an der Stanford University und schrieb bald nach der Heirat von Jack London mit Bessie Maddern mit ihm zusammen ihr erstes Buch. Sie zog 1902 zu London und seiner Frau nach London und schrieb mit ihm den Roman The Kempton-Wace Letters. Der Roman war in Form von Briefen geschrieben und widmet sich einer Debatte über die Natur der Liebe. Sie veröffentlichte ihn 1903 unter einem Pseudonym.
Sie versuchte einen weiteren Roman, Windlestraws, zu schreiben und hielt öffentliche Vorträge über russische Themen. In England besuchte sie Peter Kropotkin. Nach der Russischen Revolution von 1905 gründete Strunsky in San Francisco einen Zweig der Freunde der Russischen Freiheit. Weitere Mitglieder waren Jack London, William English Walling, George Sterlin, Cameron King und Austin Lewis. Strunsky wurde Vorsitzende und erstellte ein Flugblatt, auf dem sie zu „Sympathie und Hilfe“ für das russische Volk aufrief.

## Zeit in Russland
Im November 1905 schrieb Walling an Strunsky und teilte ihr mit, dass er beabsichtige, nach St. Petersburg zu gehen, um die Auswirkungen der Russischen Revolution von 1905 zu sehen. Er schickte ihr ein Telegramm, in dem er sie einlud, sich ihm anzuschließen. Während dieses Aufenthalts in Russland verlobte sie sich mit Walling. Dessen Vater, der Arzt Willoughby Walling, hatte ein Vermögen mit Immobilien erworben, und seine Mutter, Rosalind English Walling, war Mitglied der Daughters of the American Revolution. Strunsky heiratete ihn 1906 in Paris, wo ihre Schwester Rose und Jean Lonquet, der Enkel von Karl Marx, die Trauzeugen bei der standesamtlichen Trauung waren.
Im Oktober 1907 kehrten Strunsky und Walling nach Russland zurück. Kurz nach ihrer Ankunft in St. Petersburg wurden sie zusammen mit ihrer Schwester Rose festgenommen, die seit Dezember 1905 dort auf dem Land lebte. Andere befreundete Journalisten wie Harold Williams und Ariadna Tyrkova wurden ebenfalls festgenommen. Alle fünf wurden beschuldigt, Artikel zur Unterstützung der Revolutionäre geschrieben zu haben. Die amerikanischen Zeitungen griffen ihren Fall auf und der Außenminister der Vereinigten Staaten protestierte gegen das Verhalten der Behörden. Sie wurden alle bald freigelassen und abgeschoben.

## Schriftstellerin und Vortragsreisende
In Paris starb das erste Kind von Strunsky 1908 im Alter von nur fünf Tagen, sie bekam aber später weitere vier Kinder. Nach ihrer Rückkehr in die Vereinigten Staaten arbeiteten sie und ihr Ehemann an Büchern über die Russische Revolution von 1905. Ihr Buch blieb unvollendet, das Buch ihres Ehemannes Russia’s Message: The True World Import of the Revolution wurde im Juni 1908 veröffentlicht. Von New York City aus reisten und berichteten sie gemeinsam über die Rassenunruhen in Springfield (Illinois) von 1908 und forderten gegen Rassendiskriminierung vorzugehen. 
Um 1915 zogen die Wallings von Long Island nach Greenwich. Strunsky hielt weiterhin Reden auf feministischen und Anti-Kriegs-Kundgebungen und ging auf Vortragsreisen. Sie trat der Woman’s Peace Party kurz nach ihrer Gründung bei und war stellvertretende Vorsitzende des New Yorker Kapitels. Sie war eine Freundin und Unterstützerin der politischen Aktivistin Emma Goldman, die während des Krieges für zwei Jahre inhaftiert war.
Mit Beginn des Ersten Weltkriegs entwickelten Strunsky und ihr Mann scheinbar unüberbrückbare politische Differenzen. Während sie mit der Ansicht der American Socialist Party über den Krieg übereinstimmte und von der Russischen Revolution begeistert war, stand er dem äußerst kritisch gegenüber. In den 1920er Jahren hatte das Paar finanzielle Probleme und 1932 reichte ihr Mann die mexikanische Scheidung ein. Walling starb 1936 in Amsterdam. 
Nach dem Tod ihres Mannes gab Strunsky einen Gedenkband über ihn heraus und schrieb ihre Memoiren. Sie nahm an sozialen Aktionen der Quäker teil und wurde Mitglied der War Resisters League, der League for Mutual Aid, der American League to Abolish Capital Punishment, der League for Industrial Democracy und der National Association for the Advancement of Colored People.
Strunsky starb im Februar 1964 in ihrer Wohnung, wo sie ihre Tochter Anna English Walling fand.
Die Yale University Library erwarb die Papiere von Strunsky 1980 von ihrer Familie. Weitere Papiere sind bei der Bancroft Library, der University of California in Berkeley und an der Huntington Library einzusehen.

## Veröffentlichungen (Auswahl)
- mit Jack London: The Kempton-Wace Letters. Mills & Boon, London, 1903.
- Anna Strunsky Walling: Memoirs of Jack London.[7]
- Anna Strunsky Walling: Violette of Père Lachaise, Frederick A. Stokes Company, New York, 1915.